# Ka-in-gwa Abel
Ka-in-gwa Abel (카인과 아벨?, lett. "Caino e Abele"; titolo internazionale Cain and Abel) è una serie televisiva sudcoreana trasmessa su SBS dal 18 febbraio al 23 aprile 2009.

## Trama
Lee Cho-in è un dottore molto dotato e ha tutto ciò che vuole, fatto che scatena l'invidia di suo fratello maggiore Seon-woo. Questi lo incolpa di avergli portato via tutto ciò che aveva: l'affetto del padre, il riconoscimento come medico e la donna che ama.

## Personaggi
- Lee Cho-in/Oh Kang-ho, interpretato da So Ji-sub e Kang Yi-suk (da giovane)
- Lee Seon-woo, interpretato da Shin Hyun-joon, Cha Ja-dol (da bambino) e Jung Chan-woo (da giovane)
- Oh Young-ji, interpretata da Han Ji-min
- Kim Seo-yeon, interpretata da Chae Jung-an e Kim Yoo-jung (da giovane)
- Na Hye-joo, interpretata da Kim Hae-sook
- Lee Jong-min, interpretato da Jang Yong
- Kim Hyun-joo, interpretata da Ha Yoo-mi
- Kim Jin-geun, interpretato da Kwon Hae-hyo
- Jo Hyun-taek, interpretato da Ahn Nae-sang
- Park Soo-rak, interpretato da Yoon Ki-won
- Choi Chi-soo, interpretato da Baek Seung-hyun
- Lee Jung-min, interpretata da Han Da-min
- Oh Kang-chul, interpretato da Park Sung-woong
- Seo Jin-ho, interpretato da Choi Jae-hwan
- Kang Suk-hoon, interpretato da Song Jong-ho
- Oh In-geun, interpretato da Kim Ha-kyun
- Bang Tae-man, interpretato da Kim Myung-gook
- Jang Young-gyu, interpretato da Seo Jin-wook
- Sung Jin-young, interpretata da Han Si-yoon
- Yang Dong-mi, interpretato da Kang Soo-min
- Uhm Dae-hyun, interpretato da Kang Yo-hwan
- Nam Yong-tae, interpretata da Yoo Joo-hee

## Riconoscimenti
- 2009 Grimae Awards[1][2]
  - Miglior attore a So Ji-sub

2009 Ministry of Culture, Sports and Tourism
  - Attore televisivo dell'anno a So Ji-sub

2009 SBS Drama Awards[3]
  - Top 10 Stars a So Ji-sub
  - Miglior attore secondario in un drama a Baek Seung-hyun
  - Premio all'eccellenza, categoria maschile a So Ji-sub[4]

## Distribuzioni internazionali
| Paese     | Canale/i             | Prima TV                     | Titolo adottato                |
| --------- | -------------------- | ---------------------------- | ------------------------------ |
| Giappone  | WOWOW                | 24 luglio-18 dicembre 2009   | カインとアベル (Caino e Abele) |
| Hong Kong | TVB                  | 17 novembre-18 dicembre 2009 | 該隱與亞伯 (Caino e Abele)     |
| Taiwan    | STAR Chinese Channel | 3 maggio-18 giugno 2010      | 該隱與亞伯 (Caino e Abele)     |